# Аксарайский
Аксара́йский — упразднённый посёлок Красноярского района Астраханской области России, который в 1982—1996 гг. входил в Степновский сельский Совет, а в 1996—2016 гг. был административным центром и единственным населённым пунктом административно-территориальной единицы и муниципального образования «Аксарайский сельсовет».

## География
Посёлок расположен на границе пустынных и полупустынных областей Прикаспийской низменности и Волго-Ахтубинской поймы, на левом берегу реки Ахтуба, на высоте 21 метр ниже уровня мирового океана. Распространены пески, в Волго-Ахтубинской пойме пойменные луговые почвы.
Посёлок находится в границах санитарно-защитной зоны Астраханского газового комплекса. В связи с негативным воздействием на окружающую среду деятельности комплекса постановлением Совета Министров РСФСР от 17.08.1990 № 309 посёлок Аксарайский внесён в перечень населенных пунктов, расположенных в 8-километровой санитарно-защитной зоне Астраханского газового комплекса, на территории которых установлен коэффициент за работу в пустынной и безводной местности в размере 1,35 к заработной плате рабочих и служащих.
По автомобильной дороге расстояние до областного центра города Астрахани составляет 59 км, до районного центра села Красный Яр — 46 км. Железнодорожная станция Аксарайская Астраханского отделения Приволжской железной дороги. Через посёлок проходит региональная автодорога автодорога Астрахань — Волжский — Энгельс — Самара.
Климат
Климат резко-континентальный, крайне засушливый (согласно классификации климатов Кёппена-Гейгера — Bsk). Среднегодовая температура воздуха положительная и составляет + 9,7 °C, средняя температура самого холодного месяца января — 6,2 °C, самого жаркого месяца июля + 25,1 °C. Расчётная многолетняя норма осадков — 216 мм. Наименьшее количество осадков выпадает в феврале (11 мм), наибольшее в июне (24 мм).
Часовой пояс
Аксарайский, как и вся Астраханская область, находится в часовой зоне МСК+1. Смещение применяемого времени относительно UTC составляет +4:00.

## История
В 1969 г. указом президиума ВС РСФСР поселок железнодорожной станции Аксарайская был переименован в Аксарайский. В 1982 году в связи со строительством Аксарайского газоконденсатного завода Аксарайский сельский Совет был переименован в Степновский сельский Совет, соседнее поселение Аксарай стало называться поселком Степной, а его старое название Аксарайский получили месторождение углеводородов и поселок газовиков. Посёлок Аксарайский (Молодёжный) и возник в 1982 году как временный поселок для строителей  Астраханского газового комплекса (АГПЗ) в соответствии с постановлением ЦК КПСС и Совета Министров СССР от 23.09.1981 г. № 943 «О мерах по освоению Астраханского газоконденсатного месторождения».
1 октября 1996 года решением Представительного Собрания Аксарайского сельсовета в соответствии с законом Астраханской области «О местном самоуправлении в Астраханской области» был вновь образован Аксарайский сельсовет в качестве отдельного муниципального образования, включившего единственный населённый пункт (посёлок Аксарайский). В соответствии с Законом Астраханской области 6 августа 2004 года № 43/2004-ОЗ муниципальное образование «Аксарайский сельсовет» было наделено статусом сельского поселения.
Ещё в 2013 году было решено переселить всех жителей посёлка Аксарайский в микрорайон Бабаевского г. Астрахани и ликвидировать посёлок, так как посёлок полностью состоял из ветхого-аварийного жилья — финских дощатых домиков-времянок, возведённых в 1980-е для работников газового производства. Дома устарели во всех смыслах и чрезвычайно пожароопасны. В 2011 году в посёлке произошло несколько пожаров, в которых погибли люди. Строить же новые дома в посёлке было нельзя из-за чрезмерной близости к газовому производству, однако закон об упразднении посёлка и его сельсовета был принят лишь в 2016 году.
С 1 октября 2016 года территория упразднённого посёлка Аксарайский и его сельсовета была включена в Джанайский сельсовет.
В 2018 году соседние сельские поселения село Малый Арал и Степновский сельсовет были объединены в новое сельское поселение под старым названием «Аксарайский сельсовет».

## Население
| 2002 | 2006  | 2007  | 2008  | 2009  | 2010  | 2012 |
| ---- | ----- | ----- | ----- | ----- | ----- | ---- |
| 3338 | ↘1973 | ↗2150 | ↘2036 | ↗2051 | ↘1225 | ↘656 |
| 2013 | 2014  | 2015  | 2016  |       |       |      |
| ↘590 | ↘380  | ↘357  | ↘342  |       |       |      |